# Berastegi
Berastegi település Spanyolországban, Gipuzkoa tartományban. Berastegi Elduain, Goizueta, Leitza, Areso, Lizartza, Gaztelu, Orexa, Belauntza, Berrobi, Ibarra, Tolosa, Villabona és Andoain községekkel határos. Lakosainak száma 1111 fő (2024).

## Népesség
A település lakosságának változását az alábbi diagram mutatja:
| Lakosok száma | 986  | 994  | 1003 | 1033 | 1061 | 1056 | 1078 | 1076 | 1099 | 1111 |
|               | 2001 | 2004 | 2006 | 2009 | 2011 | 2014 | 2016 | 2019 | 2021 | 2024 |